# 阿梅莉·科伯
阿梅莉·科伯（德語：Amelie Kober，1987年11月16日—），德国女子单板滑雪运动员。她曾代表德国参加2006年、2010年和2014年冬季奥林匹克运动会单板滑雪比赛，获得一枚银牌和一枚铜牌。